# Кожевник (бродяга)

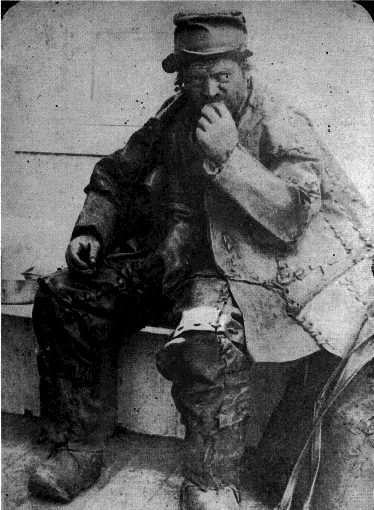
Фотография Кожевника, сделанная 9 июня 1885 года

Кожевник (англ. The Leatherman; ок. 1839 — март 1889) — знаменитый американский бродяга XIX века, носивший одежду и обувь из кожи ручной выделки.
В период примерно с 1857-58 по 1889 год регулярно путешествовал круговым маршрутом от реки Коннектикут до реки Гудзон и обратно, тем самым ежегодно проходя порядка 365 миль, и получил в этом регионе широкую известность, удостоившись в том числе внимания со стороны прессы и городских властей. Происхождение Кожевника достоверно не установлено. Он свободно владел французским языком и плохо — английским, а после смерти при нем обнаружили молитвенник на французском языке, поэтому многие считали его французом или франкоканадцем. В ходе своих ежегодных путешествий он регулярно посещал одни и те же города в западном Коннектикуте и восточном Нью-Йорке (всего порядка 48 населённых пунктов), возвращаясь в каждый из них спустя 34-36 дней после ухода из него.

## Жизнь

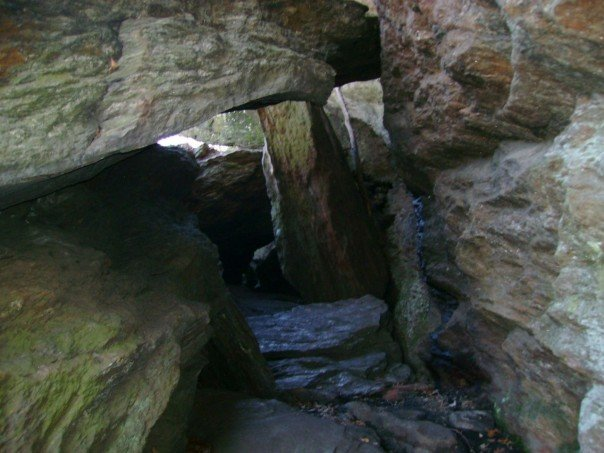
Одна из пещер, в которых ночевал Кожевник, расположенная в окрестностях Уотертауна, Коннектикут

Во время своих ежегодных путешествий Кожевник ночевал в скальных гротах региона (ныне иногда неофициально называющихся «Пещерами Кожевника»); примерно раз в пять недель он останавливался в каждом из городов, находившихся на его 365-мильном круговом маршруте, дабы запастись там едой и другими припасами. Прозвище «Кожевник» бродяга получил из-за того, что вся его одежда, а также обувь, шарф и шляпа были изготовлены из кожи ручной выделки.
В заметке, опубликованной в газете «Burlington Free Press» от 7 апреля 1870 года и являющейся самым ранним известным письменным источником информации об этом человеке, он назван «Leather-Clad Man» (буквально «человек в кожаном костюме»); там же сообщается, что он редко говорит, а если обращается к кому-то, то пользуется максимум односложными фразами. В то время были распространены слухи о его пикардийском происхождении.
Кожевник свободно говорил по-французски, а с окружающими общался в основном невнятными звуками и жестами, очень редко переходя на ломаный английский. Когда его спрашивали о его прошлом, он всегда резко прекращал разговор. После смерти в его одежде был обнаружен молитвенник на французском языке. Известно, что по пятницам он воздерживался от употребления мясной пищи, что породило слухи о его принадлежности к Римско-католической церкви.
Каким способом Кожевник зарабатывал деньги себе на жизнь, неизвестно. В одной из лавок сохранилась запись сделанного им заказа: «одна буханка хлеба, банка сардин, один фунт сдобных крекеров, пирог, два литра кофе, один джилл бренди и бутылка пива».
В среде жителей Коннектикута Кожевник пользовался большой популярностью. День его прибытия в тот или иной город можно было определить относительно точно, поэтому многие люди загодя оставляли для него пищу, которую он часто ел на крыльце их домов. Власти десяти городов, находившихся на маршруте Кожевника, приняли специальные постановления, освобождавшие его от риска попасть под действие государственного «Закона о бродягах», принятого в 1879 году.

## Состояние здоровья
Кожевник пережидал снежные бури и другие погодные ненастья в скальных гротах, согреваясь у костра. На его лице, согласно источникам, иногда были заметны следы обморожений, однако к моменту смерти он, в отличие от большинства других бродяг, обитавших в то время в этом же регионе, не потерял ни одного пальца. В 1888 году Кожевник был задержан членами Гуманистического общества Коннектикута и подвергнут принудительной госпитализации; вердикт осмотревших его врачей гласил, что он «здоров, если не считать душевных страданий». В итоге он был отпущен из больницы, поскольку имел при себе деньги и желал свободы. Кожевник умер от рака полости рта, вызванного частым употреблением табака; его тело было обнаружено 24 марта 1889 года в одной из использовавшихся им в качестве убежищ пещер, Со-Милл-Вудс, находившейся около фермы Джорджа Делла в окрестностях города Маунт-Плезант, расположенного недалеко от Оссининга, штат Нью-Йорк.

## Могила

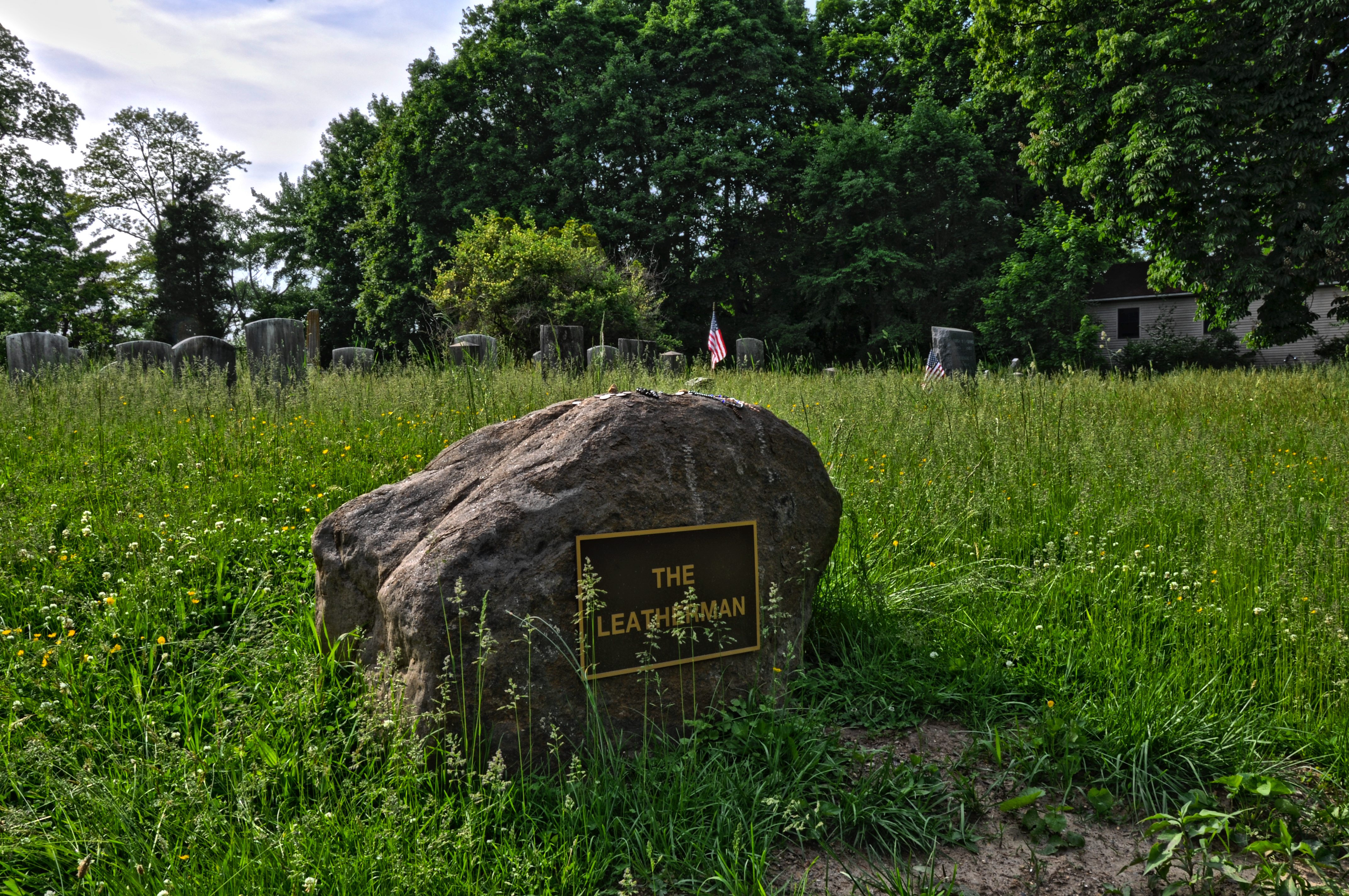
Надгробие Кожевника, установленное в мае 2011 года

Могила Кожевника находится на кладбище Спарта в Оссининге, штат Нью-Йорк, около шоссе Route 9. На надгробии, установленном после его похорон, в 1937 году была высечена надпись: «Место последнего успокоения Жюля Бюрглея из Лиона, Франция, „Кожевника“, который регулярно путешествовал по 365-мильному круговому маршруту между Уэстчестером и Коннектикутом от реки Коннектикут до Гудзона, живя при этом в пещерах, в 1857—1889 годах». Имя Жюль Бюрглей, указанное на плите, фигурировало во многих источниках; вместе с тем, по мнению ряда исследователей, в том числе Дэна В. ДеЛука, настоящее имя бродяги следует считать неустановленным, что подтверждается в том числе его свидетельством о смерти. Впервые имя Жюль Бюрглей было упомянуто в заметке, опубликованной в газете «Waterbury Daily American» в 1884 году, ещё при жизни Кожевника, — однако затем, почти сразу же после обнаружения его тела, 25, 26 и 27 марта 1889 года в той же газете и 29 марта 1889 года в издании «The Meriden Daily Journal» были напечатаны заметки, опровергающие установление его личности.
В 2011 году было принято решение перенести захоронение на другой участок кладбища — подальше от дорожного полотна, поскольку после расширения трассы оно оказалось на расстоянии лишь 16 футов от неё; ещё одной причиной предложенной эксгумации было желание при помощи генетической экспертизы определить этническое происхождение Кожевника, поскольку гипотеза о его французских корнях подвергалась критике со стороны некоторых исследователей. Когда могила была раскопана, в ней не обнаружилось никаких следов его останков, а лишь несколько гвоздей от гроба, которые в итоге и были перезахоронены в новом сосновом ящике вместе с горстями земли с участка, где располагалось первое захоронение. Николас Беллантони, археолог из Коннектикутского университета, руководивший работами по переносу могилы, выдвигал различные версии исчезновения останков: от прошедшего с момента погребения времени, интенсивного движения по земле над неглубоким захоронением и возможного уничтожения останков во время проведения работ по разравниванию дорожного полотна во время его расширения до полного разрушения костей и мягких тканей тела в могиле. К новой надгробной плите, установленной 25 мая 2011 года, прибита медная табличка, на которую, в отличие от предыдущего варианта, нанесено только прозвище бродяги — «The Leatherman».
По маршруту путешествий Кожевника в штатах Коннектикут и Нью-Йорк проводятся игры по геокэшингу и леттербоксингу.